# 陈新华
陈新华（1944年8月—2015年8月15日），汉族，安徽宿县人，中华人民共和国政治人物，第十届、第十一届全国政协委员。陈云女婿，妻子陈伟兰。
1944年出生于安徽省宿县。加入中国共产党，2001年1月担任华润有限公司原董事长。2008年，当选第十一届全国政协委员，代表经济界，分入第三十七组。